# Justo Gallego Martínez

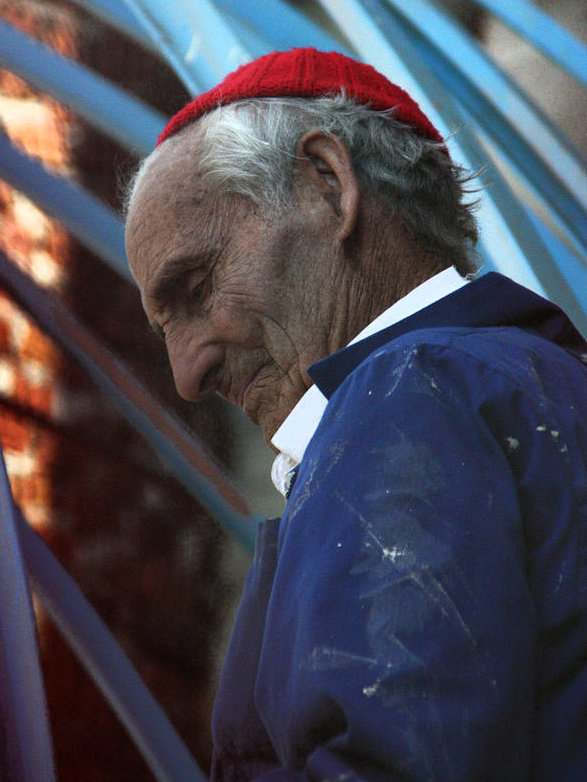
Justo Gallego Martínez, 2010

Justo Gallego Martínez (* 20. September 1925 in Mejorada del Campo, Autonome Gemeinschaft Madrid; † 28. November 2021 ebenda) war ein spanischer Kirchenbaumeister und früherer römisch-katholischer Ordensgeistlicher, der ab 1961 eine Kirche in Mejorada del Campo errichtete, einem 23.000-Einwohner-Ort etwa 20 Kilometer östlich vom Stadtzentrum von Madrid.

## Leben
Gallego Martínez war Sohn einer Bauernfamilie, der Vater verstarb, als er zehn Jahre alt war. So musste er früh die Feldarbeit übernehmen und konnte nicht einmal die Grundschule beenden. Er trat erst mit 27 Jahren in das Noviziat der Trappistenabtei Santa María de Huerta bei Soria ein, das er 1961 vor Ablegung des Ordensgelübdes wegen einer Tuberkuloseerkrankung wieder verlassen musste. Außerdem stimmten seine Mitbrüder gegen seine Aufnahme, weil er sich nicht gut in die Gemeinschaft einfügte. Nach seiner überraschenden Heilung begann er im Jahre 1961 aus Dankbarkeit eine Kirche auf einem von seinem Vater ererbten Grundstück zu errichten. Er lebte mit seiner Schwester in der Nähe seines Bauwerks.
Gallego Martínez arbeitete ohne Unterstützung der römisch-katholischen Kirche, ohne Baupläne und ohne Baugenehmigungen, hauptsächlich allein, gelegentlich mit der Hilfe seiner sechs Neffen oder Freiwilliger. Manchmal stellte er auf eigene Kosten Fachleute ein. Er finanzierte seine Arbeit durch die Verpachtung und den Verkauf von Ackerland, das er übernommen hatte, oder durch private Spenden. Im Jahre 2005 machte eine Werbekampagne für das Getränk Aquarius ihn und sein Bauwerk in Spanien bekannt. Martínez hat in seinem Testament das Bistum Alcalá de Henares als Erben für den Bau eingesetzt.
Lange galt er in Mejorada als der „verrückte Mönch“, heute aber ist die Ortschaft, die 20 Kilometer von Madrid entfernt liegt, wegen der Kirche zum vielbesuchten Ort geworden – auch wenn die Stadtväter bislang kein einziges Hinweisschild zu der größten Attraktion aufgestellt haben. Das Werk hat auch international Anerkennung erfahren; unter anderem widmete das Museum of Modern Art, New York, der Kirche eine Fotoausstellung.

## Das Bauwerk

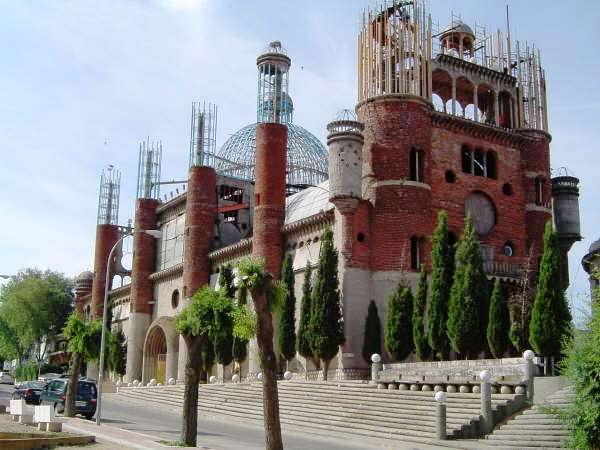
„Don Justos Kathedrale“ in Mejorada del Campo im Jahre 2005

Martínez zufolge ist sein Bauwerk Unserer Lieben Frau auf dem Pfeiler, einer der Schutzheiligen Spaniens, gewidmet, im Volksmund kennt man sie unter „Don Justos Kathedrale“.
Das Bauwerk ist 55 Meter lang, 25 Meter breit und 35 Meter hoch und erstreckt sich auf einer Grundfläche von 8000 Quadratmetern. Es entspricht den Proportionen einer klassischen Basilika spanischen Typus mit unvollendeter zweitürmiger Westfassade, Langschiff, säulengetragenem Hauptgewölbe mit Emporen, und Vierungskuppel, ebenfalls noch unvollendet. Das Bauwerk ist über einer Unterkirche erbaut. Die blaue Kuppel ist ca. 36 Meter hoch und bereits errichtet, die beiden Westtürme sollen 58 Meter hoch werden. Die zwölf Türme sind begonnen und überragen jetzt das Kirchenschiff, die Mauern des Kreuzgangs sind bereits geschlossen. 
Die meisten Baustoffe und Werkzeuge, die Don Justo verwendete, sind wiederaufbereitet. Er gebrauchte sowohl Alltagsgegenstände als auch Materialien, die von Baufirmen und einer nahegelegenen Ziegelsteinfabrik gespendet wurden. Der Mörtel für die Fugen wurde beispielsweise in alten Treibstofffässern angerührt und die Schalungen für die hohen Säulen aus Beton sind Kartontrommeln.

Detailansichten
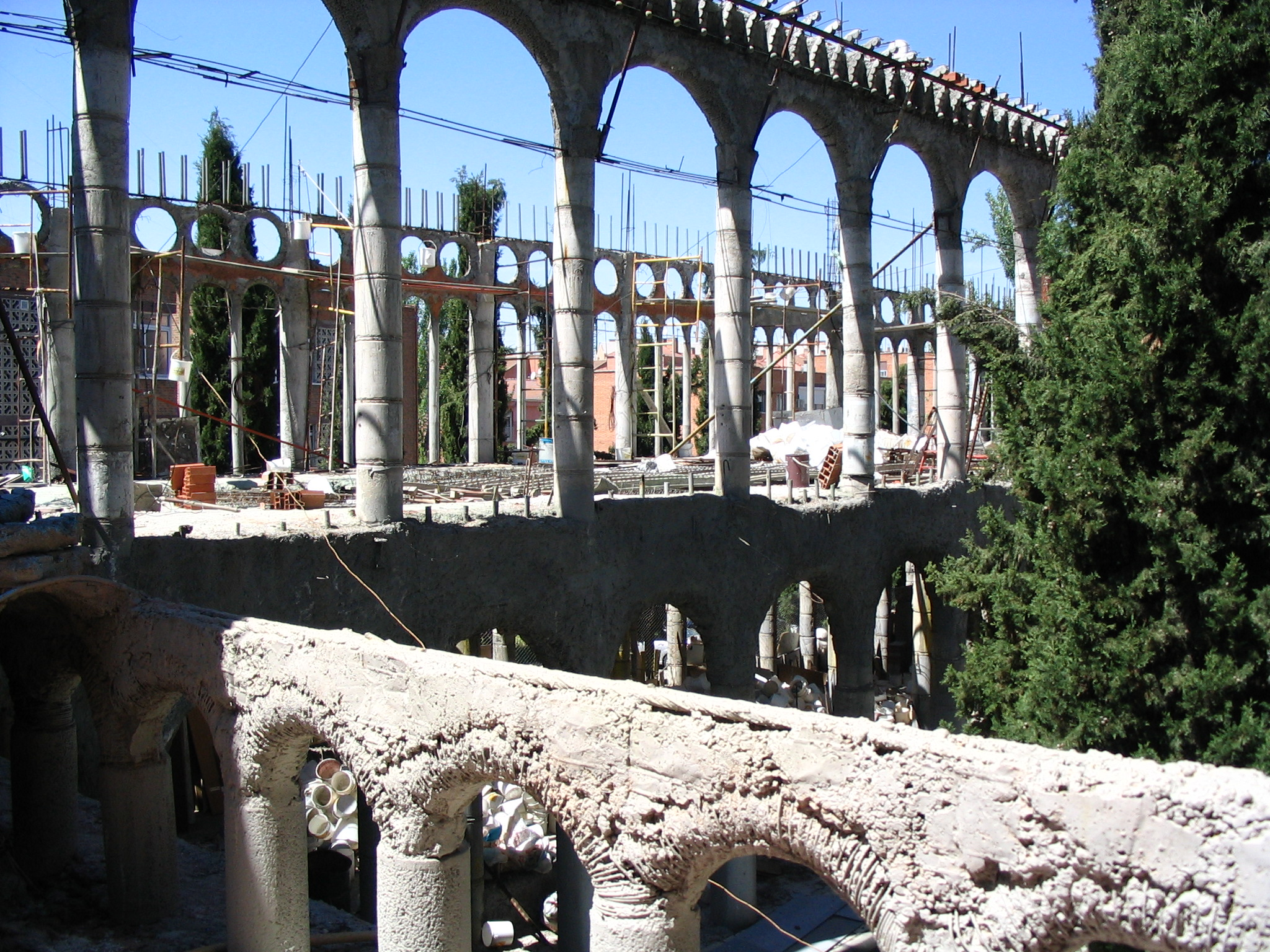
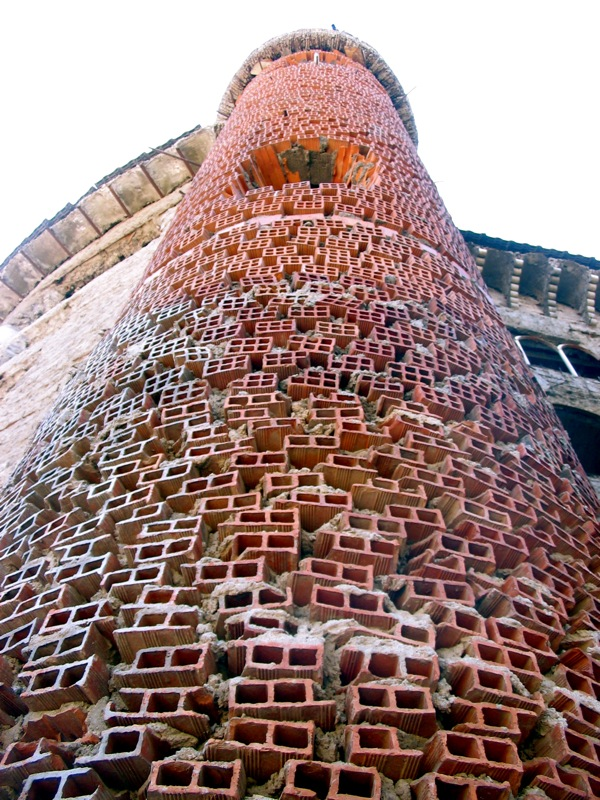
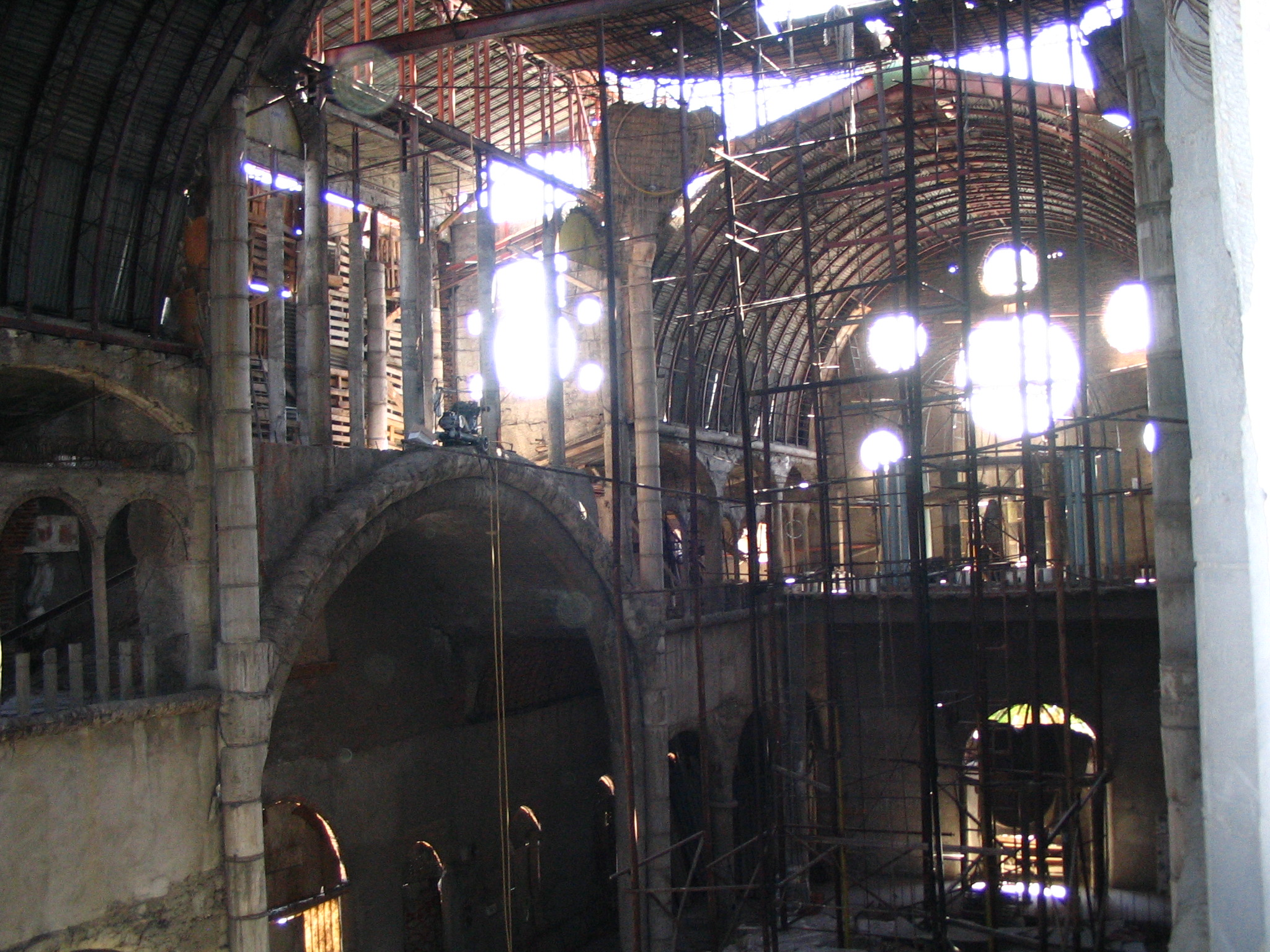
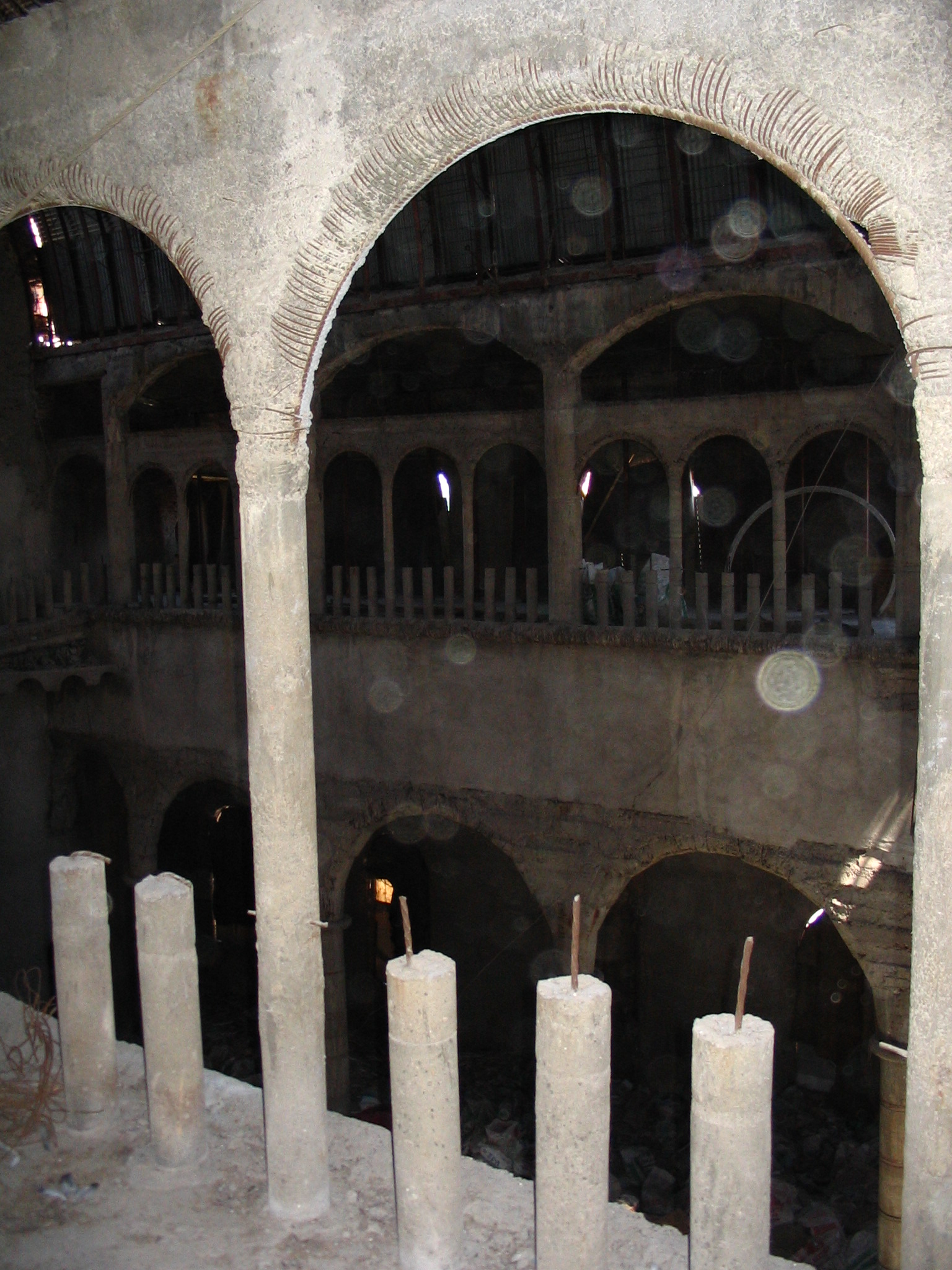

## Medien
- Catedral. Dokumentation/Kurzfilm, Regie: Aliocha, Alessio Rigo de Righi, spanisch, 2009 (imdb.de)
- The Madman and The Cathedral. Dokumentation/Kurzfilm, Regie: James Rogan / Spanien & Vereinigtes Königreich, 2009, spanisch, mit engl. UT (http://www.cathedraljusto.com/)
- Die Baustelle des Herrn. 360° Geo-Reportage. Dokumentation, Regie: Peter Moers, Jörg Daniel Hissen, DVD Studio Hamburg Distribution & Marketing, 2009
- The Lone Man Building a Cathedral by Hand, Great Big Story 2016